# Andreas Heyme
Andreas Heyme (* 4. Januar 1993 in Aachen) ist ein deutscher Handballspieler. Derzeit spielt er in der Nationalliga A beim GC Amicitia Zürich als Kreisläufer.
Begonnen hat Andreas Heyme das Handballspielen in seiner Heimatstadt Aachen beim DJK-BTB Aachen. 2008 wechselte er in die Nachbarstadt Düren zum Birkesdorfer TV. Dort gelang ihm der Sprung in die Verbandsauswahl des Handballverbands Mittelrhein und schließlich wechselte er 2010 in die Jugendabteilung des VfL Gummersbach. Im Jahr 2011 gab er sein Bundesligadebüt und sein Debüt im Europapokal der Pokalsieger. Im Sommer 2012 feierte er zudem mit der U19-Mannschaft des VfL Gummersbach die deutsche Vizemeisterschaft. Seit der Saison 2012/2013 ist Andreas Heyme Teil der Bundesligamannschaft des VfL Gummersbach. Im Sommer 2015 erhielt er ein Doppelspielrecht für die 2. Handball-Bundesliga beim TuS Ferndorf. Seit November 2016 lief er ausschließlich für den TuS Ferndorf auf. Ab 2017 lief er für den Schweizer Erstligisten GC Amicitia Zürich auf. Zur Saison 2020/21 wechselte er vom Schweizer Zweitligisten STV Baden zurück zu seinem Jugendverein BTB Aachen.

## Saisonbilanzen
1. Bundesliga
| Saison  | Verein          | Spielklasse   | Spiele | Tore | 7-Meter | Feldtore |
| ------- | --------------- | ------------- | ------ | ---- | ------- | -------- |
| 2012/13 | VfL Gummersbach | 1. Bundesliga | 26     | 8    | 0       | 8        |
| 2013/14 | VfL Gummersbach | 1. Bundesliga | 22     | 0    | 0       | 0        |
| 2014/15 | VfL Gummersbach | 1. Bundesliga | 1      | 0    | 0       | 0        |
| 2015/16 | VfL Gummersbach | 1. Bundesliga | 8      | 5    | 0       | 5        |
| Gesamt  |                 |               | 57     | 13   | 0       | 13       |

2. Bundesliga
| Saison  | Verein       | Spielklasse   | Spiele | Tore | 7-Meter | Feldtore |
| ------- | ------------ | ------------- | ------ | ---- | ------- | -------- |
| 2015/16 | TuS Ferndorf | 2. Bundesliga | 22     | 41   | 0       | 41       |
| 2016/17 | TuS Ferndorf | 2. Bundesliga | 4      | 64   | 0       | 64       |
| Gesamt  |              |               | 46     | 105  | 0       | 105      |

Stand: Juni 2017